# Randmeer (zeilboot)
De Randmeer is een middelgrote open zeilboot ontworpen door E.G. van de Stadt. Als eenheidsklasse wordt er volop in wedstrijdgezeild. De boot is in de jaren zestig ontworpen met het oog op gebruik op de nieuwe Randmeren. Hij is daarom geschikt voor wat ruiger water met ondiepe gedeeltes.

## Afmetingen
De Randmeer is 6,50 meter lang en 2,10 meter breed. De romp weegt 500 kilo. De diepgang kan met behulp van het zwaard variëren van 0,55 tot 1,15 meter. De boot is sloepgetuigd met torentuig. Het grootzeil is 11,4 m², de genua is 7,7 m². De variant Touring heeft een fok van 5,6m². Ook kan een spinnaker gevoerd worden van 19,5 m². De boten worden allemaal gemaakt bij Jachtwerf Heeg.

## Types
Binnen de Randmeerklasse bestaan drie uitvoeringen, de Classic, de Advance en de Touring. De Classic is zoals de naam al zegt het oorspronkelijke ontwerp uit 1964 van de Randmeer. De Classic heeft een kielmidzwaard, een combinatie van een niet al te diep stekende kiel met daarin een opklapbaar zwaard. De diepgang varieert hierdoor van 55 centimeter tot 1,15 meter.
Het verschil tussen de Classic en de Advance zit in de verhoogde kuipvloer van de Advance. Door de verhoogde vloer is de kuip volledig zelflozend. Op het roer na is ook al het (zichtbare) hout uit de boot verdwenen. De Advance heeft net als de Classic een kielmidzwaard.
De Touring-uitvoering is de Randmeer voor de toerzeiler. De romp is vrijwel hetzelfde als de romp van de Advance, maar er is gekozen voor een vaste kiel met een diepgang van 0,75 meter. Ook heeft het schip een doorgestoken roer in plaats van een aangehangen roer. Daarom behoort dit type niet tot de officiële eenheidsklasse.
Van de Stadt heeft indertijd ook een versie met kajuit ontworpen, de Trotter. Deze is later doorontwikkeld tot de Trotter Pandora en ook veel in Engeland gebouwd.